# Lill-Märrtjärnen
Lill-Märrtjärnen är en sjö i Härjedalens kommun i Hälsingland och ingår i Ljungans huvudavrinningsområde.